# Tjockhus

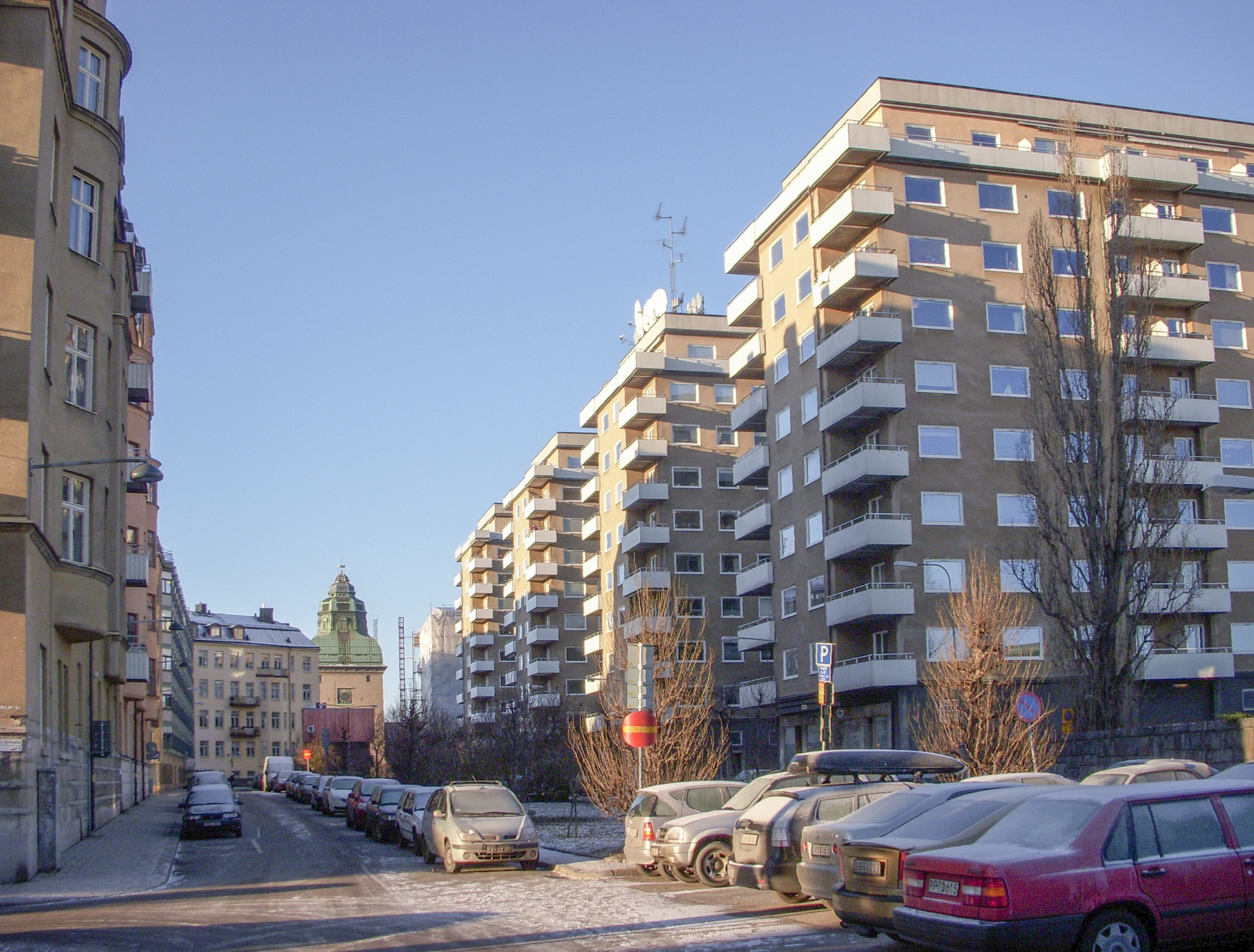
Tjockhus på Kungsklippan, ett bostadsområde på Kungsholmen i centrala Stockholm.

Tjockhus är lamell-, punkt- eller skivhus utan genomgående lägenheter, vanligen upp till 16 m tjockt, d.v.s. avståndet mellan långfasadernas ytterväggar. 

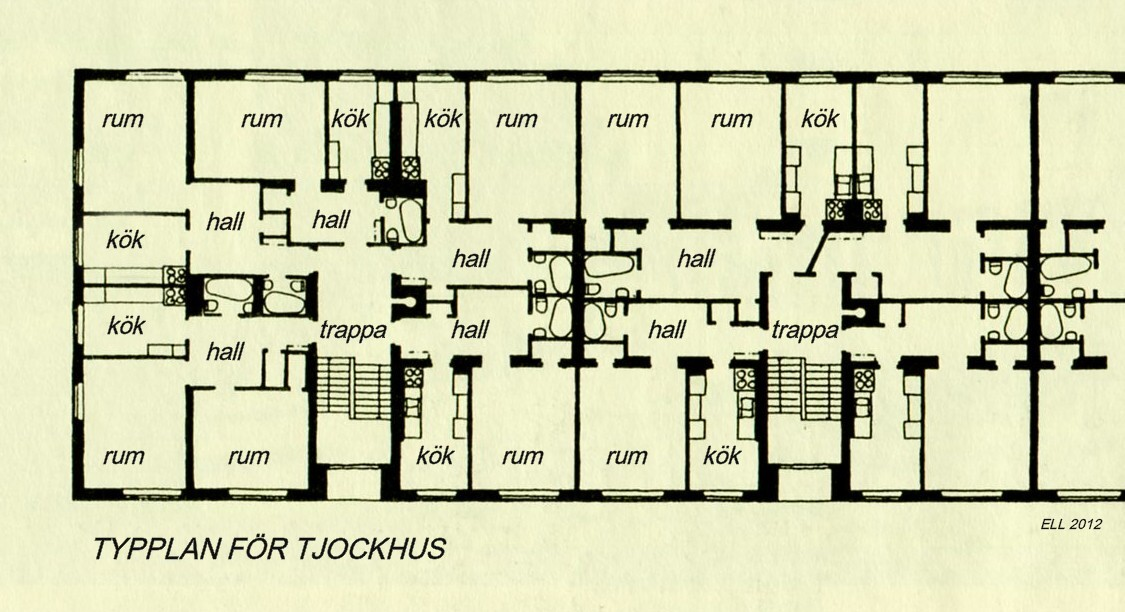
Typplan för ett tjockhus från 1930-talet.

Tjockhus ansågs vara ekonomiskt fördelaktiga att bygga, eftersom flera smålägenheter kunde anordnas kring samma trapphus, men lägenheterna blev enkelsidiga med en mörk inre del, där i regel badrummet placerades. 
Smalhusen med bredd omkring 6–10 meter och genomgående lägenheter kan ställas i kontrast mot tjockhusen, som var den andra typen av lamellhus som slog igenom i europeiskt bostadsbyggande på 1930-talet. 
En svensk arkitekt som förordade tjockhus var Sven Wallander som ritade ett stort antal av denna hustyp i Stockholm, exempelvis bostadshusen Kungsklippan (1934–1936), Kvarteret Färjan (1928–1929) båda på Kungsholmen och Kvarteret Marmorn på Södermalm (1931). 